# Communauté de communes du Mont Beauvoir
La communauté de communes du Mont Beauvoir  était une communauté de communes française, située dans le département de la Savoie.
Elle est, depuis le 1er janvier 2014, regroupée dans la « nouvelle » communauté de communes Cœur de Chartreuse.

## Histoire
Elle est, depuis le 1er janvier 2014, regroupée dans la « nouvelle » communauté de communes Cœur de Chartreuse.

## Composition
La communauté de communes était composée de six communes :
- La Bauche
- Saint-Christophe
- Saint-Franc
- Saint-Jean-de-Couz
- Saint-Pierre-de-Genebroz
- Saint-Thibaud-de-Couz

## Compétences
à retrouver sur le site officiel: http://www.mont-beauvoir.fr/

## Administration

### Bureau
- Président : Roger Villien